# Doc Holliday
John Henry Holliday, detto Doc (Griffin, 14 agosto 1851 – Glenwood Springs, 8 novembre 1887), è stato un pistolero statunitense, protagonista del Selvaggio West.

## Biografia

### L'incontro con Wyatt Earp
Nel 1877 un fuorilegge del Kansas, "Dirty" Dave Rudabaugh, compì una rapina ad un treno della Atchison, Topeka and Santa Fe Railway nei pressi di Dodge City assieme alla sua banda, conosciuta come "Il Trio". A mettersi sulle sue tracce fu l'ex vice sceriffo di Dodge City, Wyatt Earp, che ricevette una carica provvisoria per inseguire Rudabaugh e la sua banda. Wyatt inseguì il "Trio" fino a quando arrivò a Fort Griffin, in Texas. Fu lì che Wyatt incontrò Doc Holliday (il cui soprannome deriva dal fatto che egli era un dentista, sebbene abbia esercitato la professione solo saltuariamente). Doc disse a Wyatt di aver conosciuto Rudabaugh, e gli riferì che egli era tornato in Kansas con la sua banda. La leggenda vuole che Rudabaugh insegnasse a Doc Holliday a sparare, mentre lui in cambio gli insegnò a giocare a carte. Dopo averlo saputo, Wyatt decise di non tornare in Kansas, ma di rimanere a Fort Griffin dove divenne stretto amico di Holliday. Quando poi nel 1878 lo sceriffo Ed Masterson venne ucciso da Jack Wagner e Alfred Walker a Dodge City, il giudice Alonzo Webster inviò un telegramma a Wyatt perché tornasse in Kansas, dove lo seguì anche Doc Holliday.

### Dodge City
Doc Holliday rimase a Dodge City fino al 1879, dove fece la conoscenza di altre importanti personalità del Far West come Bat Masterson, Charlie Basset e Luke Short, e dove continuò la sua amicizia con Wyatt. Durante l'agosto del 1879, Doc salverà addirittura la vita di Wyatt: dei cowboys ubriachi guidati da Ed Morrison avevano, infatti, fatto irruzione nel "Long Branch" Saloon sfasciando tavoli e vetrine. Wyatt, tornato vice sceriffo di Charlie Basset, decise di intervenire nonostante fosse disarmato, e rischiò così di essere ucciso da uno degli uomini di Morrison. Doc Holliday, tuttavia, puntando la sua pistola alla testa di Ed Morrison, riuscì a impedire che Wyatt venisse ucciso e fece sì che Morrison e gli altri cowboys venissero arrestati. Doc Holliday ebbe anche una lite con il barista Charles White: i due infatti si scontrarono pesantemente, e Doc mise mano alla pistola. White tentò di reagire, estraendo l'arma che aveva sotto il bancone e sparando diversi colpi contro Holliday, venendo tuttavia colpito di striscio alla tempia da uno dei proiettili di Doc. Nello stesso anno Wyatt ricevette un telegramma dal fratello Virgil, che lo invitava a trasferirsi a Tombstone, in Arizona. Doc seguì Wyatt nel suo viaggio fino all'arrivo a Las Vegas, nel Nevada.

### Las Vegas
A Las Vegas Doc incontrò nuovamente "Dirty" Dave Rudabaugh e il pistolero John Joshua Webb, diventati vice dello sceriffo Joe Carson. Doc conobbe anche "Mysterious" Dave Mather e Hoodoo Brown, i fondatori della temuta "Dodge City Gang". Doc acquistò anche diversi saloon, ma fu costretto ad abbandonare tutto trovandosi costretto a fuggire per l'omicidio del Ranger Mike Gordon. Gordon, completamente ubriaco e arrabbiato con una delle donne del saloon in cui sedevano Rudabaugh, Holliday e Webb, cominciò a sparare dentro il locale attraverso i vetri. Doc reagì e sparò uccidendolo. Subito dopo, fuggì in Arizona.

### Tombstone
Doc arrivò a Tombstone nel novembre 1880, dove divenne conosciuto per lo scontro con il barista Milton Joyce e per aver preso parte alla sparatoria all'O.K. Corral con i fratelli Wyatt, Virgil e Morgan Earp. Nel 1882, alla fine della "Vendetta degli Earp", venne inoltre ingiustamente sospettato di essere l'esecutore materiale dell'omicidio di Johnny Ringo, altro famoso pistolero e criminale.
Doc Holliday morì di tubercolosi nel 1887 nel sanatorio di Glenwood Springs, Colorado, all'età di trentasei anni.

## Doc Holliday nella cultura di massa

### Cinema
"Spalla" imprescindibile di Wyatt Earp nell'immaginario collettivo, Doc Holliday compare di conseguenza nella totalità delle pellicole cinematografiche narranti la storia del celebre sceriffo:
- Sfida infernale, film western in bianco e nero del 1946 di John Ford, ove Doc Holliday è interpretato da Victor Mature;
- Sfida all'O.K. Corral, film western del 1957 di John Sturges, ove Doc Holliday è interpretato da Kirk Douglas;
- Il grande sentiero, film western del 1964 di John Ford, ove Doc Holliday è interpretato da Arthur Kennedy;
- L'ora delle pistole, film western del 1967 di John Sturges, nel quale la parte di Doc Holliday è interpretata da Jason Robards;
- Doc, film western del 1971 di Frank Perry, ove Doc Holliday è interpretato da Stacy Keach;
- Tombstone, film western del 1993 di George Pan Cosmatos, ove Doc Holliday è interpretato da Val Kilmer;
- Wyatt Earp, film del 1994, di Lawrence Kasdan, ove Doc Holliday è interpretato da Dennis Quaid;
- Wyatt Earp - La leggenda, film del 2012, di Michael Feifer, in cui Doc Holliday è interpretato da Wilson Bethel, mentre Val Kilmer interpreta Wyatt.

### Fumetto
- Doc Holliday e la sua famosa compagna Big Nose Kate sono tra i protagonisti del Tex Speciale (o "Texone") numero 34 (2019), intitolato appunto Doc!.
- Entrambi appaiono anche al fianco degli Earp nell'albo O.K. Corral di Lucky Luke.

### Musica
- Sulla vita di Doc Holliday è basato l'omonimo brano dei Volbeat, contenuto in Outlaw Gentlemen & Shady Ladies (2013).

### Videogiochi
- Doc Holliday ha probabilmente ispirato Arthur Morgan, protagonista del videogioco Red Dead Redemption II, dato che hanno due storie molto simili.

### Fonti
- Breakenridge, Billy (1928), Helldorado: Bringing the Law to the Mesquite, Boston, ed. Richard M. Brown, University of Nebraska Press, 1992, ISBN 0-8032-6100-4. Nel volume del ex-aiutante di Behan, la figura di Wyatt Earp viene presentata in chiave apertamente negativa. Il punto di vista di Breakenridge aiuta però notevolmente a stemperare i toni aulici di Lake.
- Burns, Walter Noble (1927), Tombstone, an Iliad of the West, ed. Casey Tefertiller, University of New Mexico Press, 1999, ISBN 0-8263-2154-2.
- Lake, Stuart (1931), Wyatt Earp, frontier marshal. Prima biografia autorizzata di Wyatt Earp, basata su di un'intervista rilasciata a Lake da Earp nel 1928. Il volume raccoglie anche i testi dell'autobiografia che Earp dettò nel 1926 a John H. Flood.
- (Marcus, Josephine) (1998), I Married Wyatt Earp: The Recollections of Josephine Sarah Marcus Earp, ed. Glenn G. Boyer, University of Arizona Press, ISBN 0-8165-0583-7. Le memorie della moglie di Wyatt Earp, Josephine Marcus.
- Turner, Alford E. (1981), The O.K. Corral inquest, College Station (Texas), ISBN 0-932702-16-3. Il volume raccoglie i documenti originali del processo condotto dal giudice di pace Spicer, analizzati ed annotati dell'autore Turner. Viene considerata la più autorevole fonte di informazioni sugli Earp.

### Studi
- Burrows, Jack (1987), John Ringo: The Gunfighter Who Never Was, Tucson, ISBN 0-8165-0975-1.
- Gatto, Steve (2002), Johnny Ringo, Lansing, ISBN 0-9720910-1-7.
- Gatto, Steve (2000), The Real Wyatt Earp: A Documentary Biography, Silver City, ISBN 0-944383-50-5.
- Barra, Allen (1998), Inventing Wyatt Earp: His Life and Many Legends, New York, ISBN 0-7867-0685-6.
- Holliday Tanner, Karen (1998), Doc Holliday: A Family Portrait, University of Oklahoma Press, ISBN 978-0-8061-3320-1.
- Lynch, Sylvia D. (1995), Aristocracy's Outlaw: The Doc Holliday Story, Tennessee Iris Press, ISBN 0-9645781-0-7.
- Marks, Paula Mitchell (1989), And Die in the West: the story of the O.K. Corral gunfight, New York, ISBN 0-671-70614-4.
- McCool, Grace (1990), GUNSMOKE: The True Story of Old Tombstone, Tucson, ISBN 0-918080-52-5.
- Roberts, Gary L. (2006), Doc Holliday: The Life and Legend, John Wiley and Sons Inc., ISBN 0-471-26291-9.
- Tefertiller, Casey (1997), Wyatt Earp: The Life Behind the Legend, New York, ISBN 0-471-18967-7.